# Рубанчиков Сергій Петрович
Сергі́й Петро́вич Рубанчиков (7 березня 1980, Київ, Українська РСР — 22 грудня 2016, смт Луганське, Світлодарськ, Донецька область, Україна) — солдат Збройних сил України, учасник російсько-української війни.

## Життєпис
Доброволець, у травні 2014 року пішов на війну у складі добровольчого міліцейського батальйону «Золоті Ворота», ніс службу на Луганщині. Із квітня 2015 року служив у 131-му окремому розвідувальному батальйоні (батальйон УНСО), командир 1-го відділення 1-го взводу 1-ї роти. Воював в районі Маріуполя (Павлопіль, Широкине, Лебединське). 2016 року підписав контракт з 54 ОМБр. За кілька днів до загибелі отримав контузію на «світлодарській дузі» і потрапив у шпиталь, але вирвався на передову.
Загинув у бою на Світлодарській дузі (Донецька область) від розриву 122-мм снаряда.
По смерті залишився брат, він боронить Україну у лавах УДА.

Могила Сергія Рубанчикова

Похований у Києві Лук'янівському військовому кладовищі (ділянка № 4).

## Нагороди та вшанування
- Указом Президента України № 580/2016 від 29 грудня 2016 року «за особисту мужність, самовідданість і високий професіоналізм, виявлені у захисті державного суверенітету та територіальної цілісності України, вірність військовій присязі» нагороджений орденом «За мужність» III ступеня (посмертно)[2].
- Вшановується в меморіальному комплексі «Зала пам'яті», в щоденному ранковому церемоніалі 22 грудня[3][4].